# عضلة

رسم توضيحي لبنية العضلات.

العضلة (الجمع: عَضَلَات) نسيج ليفي يتميز بقابلية الانقباض والانبساط، ويؤمِّن حركة الكائن،
وتتكون العضلة الهيكلية من حزم عضلية، وكل حزمة تتكون من ألياف عضلية،
ويسمى سيتوبلازم الليفة العضلية الساركوبلازم،
وغشاء الليفة العضلية يسمى الساركوليما،
وتتكون الليفة العضلية من لييفات عضلية،
واللييفة الواحدة تتكون من قطع عضلية متجاورة،
والقطع العضلية تتكون من خيوط بروتينية وهي أكتين و ميوسين.
تنقسم العضلة إلى ثلاثة أقسام: عضلة هيكلية مخططة وهي عضلات تتكون من حزمة من الألياف الرفيعة مثل عضلات الرأس والجذع والأطراف وهي تتيح الحركة وتسمى عضلات إرادية، عضلة ملساء وهي تتكون من خلايا أو ألياف مستطيلة وهي غير متصلة بالهيكل العظمي مثل العضلات المخططة وهي تحيط بالأعضاء المجوفة مثل الأمعاء والقصبة الهوائية والأوعية الدموية ، وتسمى عضلات لا إرادية وعضلة القلب هي أيضاً عضلة غير إرادية،  ولكنها أقرب في البنية إلى العضلة الهيكلية، وتوجد فقط في القلب.

## تكوين العضلة
تتكون العضلة من عدد كبير من الحزم التي تحتوي على الألياف العضلية الطويلة الرفيعة. وعندما تكون الألياف في وضعها الطبيعي أي منبسطة تكون العضلة منبسطة. وعندما تنقبض الألياف العضلية، تنقبض العضلة وبذلك تقل في الطول وتتصل العضلة عادة بعظمتين، فعندما تنبسط العضلة لا يحدث شيء فيهما ولكنها ما إن تنقبض حتى تتحرك العظمتان.

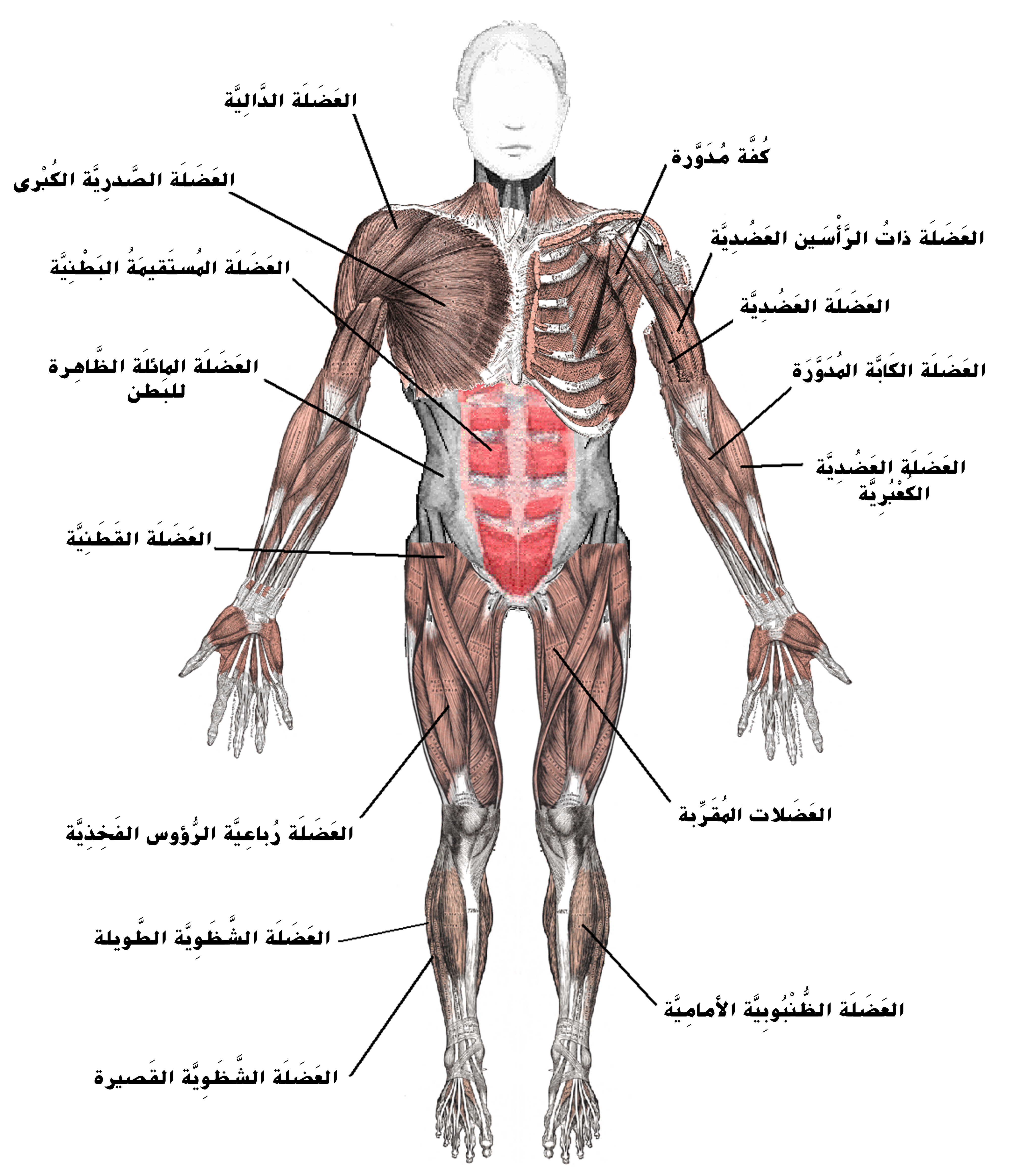
هيكل عضلي، منظر أمامي.

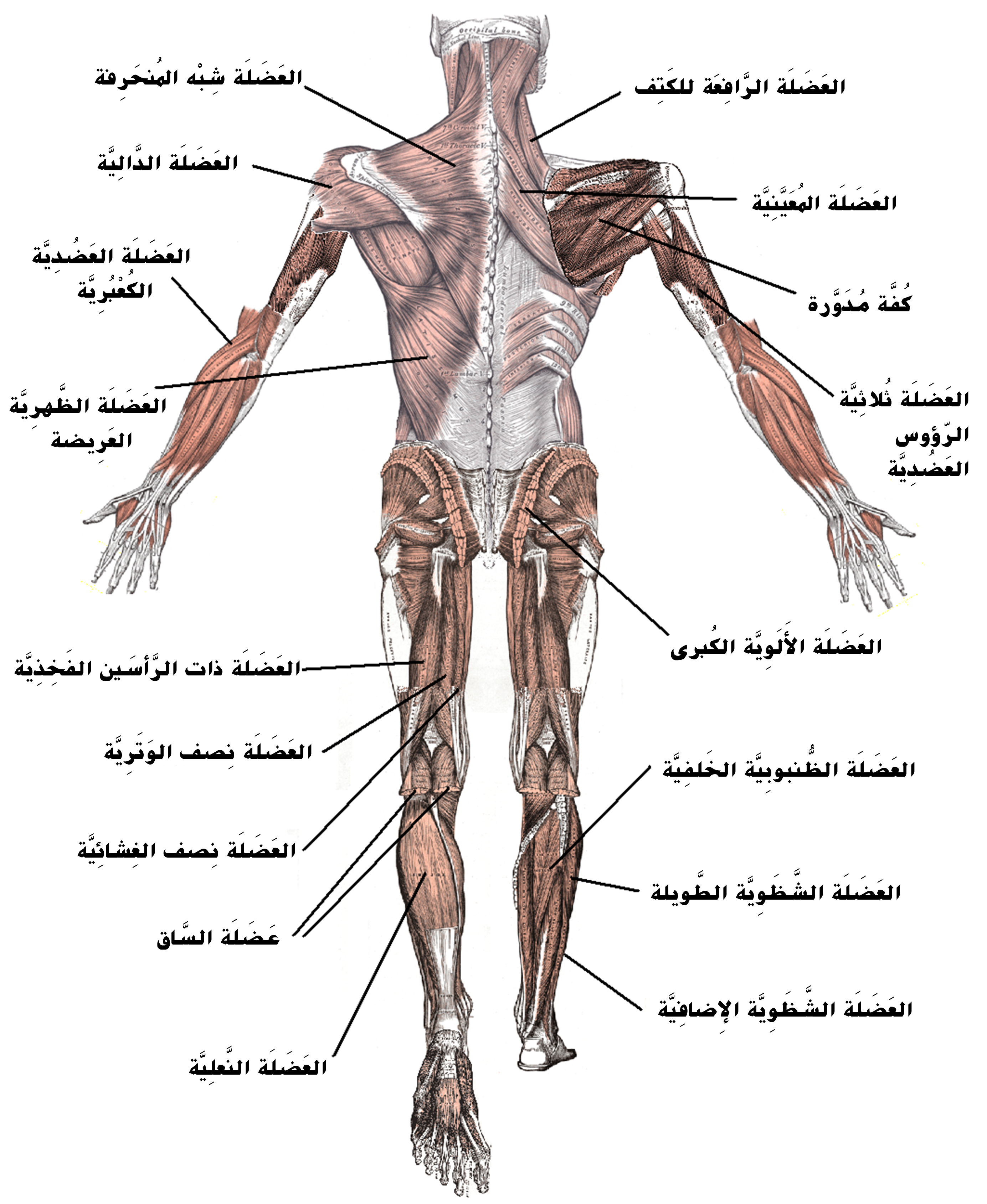
هيكل عضلي، منظر خلفي.

يمكن تصور خيوط الأكتين والميوسين كأنهما أسنان مشطين متداخلان أحدهما من الأكتين وأسنان المشط الآخر يتكونون من الميوسين. وعندما تتداخل أسنان المشطان وتصغر المسافة بينهما أي تنقبض العضلة وتقصر، وعندما تزيد المسافة بين المشطين، أي تنبسط الأكتين والميوسين تنبسط العضلة. الميوسين والأكتين من مكونات الخلية العضلية في الجسم. ويمكن زيادة اعداد الأكتين والميوسين والخلايا العضلية بالحركة والتمرين الرياضي فتقوى.

## عمل العضلة

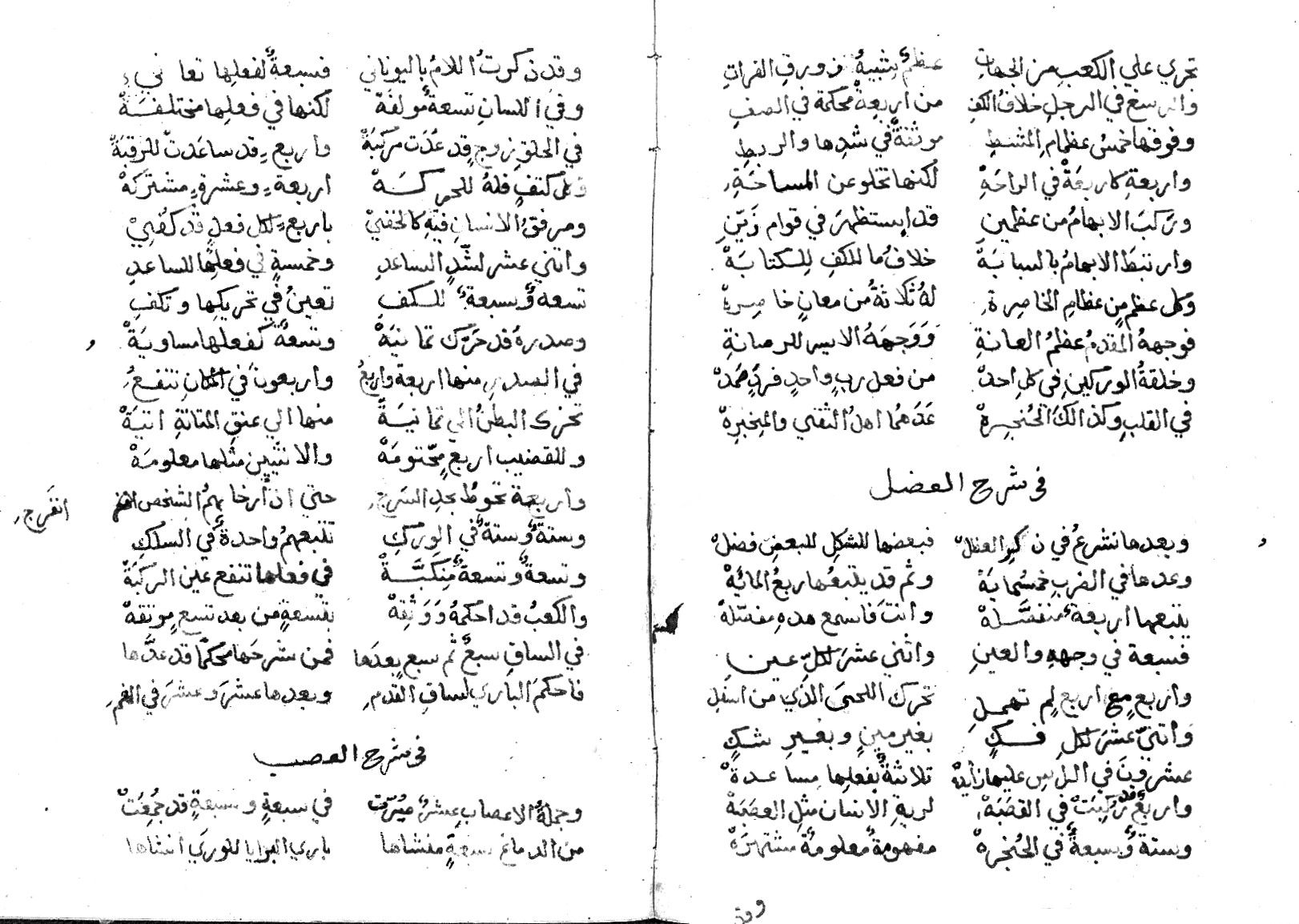
مخطوط عربي «في شرح العضل».

إن ثني الساعد عملية مزدوجة، تنقبض فيها العضلة ذات الرأسين وتنبسط العضلة ثلاثية الرؤوس في نفس الوقت. وبسط الساعد عملية مزدوجة أيضاً، فتنقبض فيها العضلة ذات الثلاثة رؤوس وتنبسط العضلة ذات الرأسين ذلك هو سر معظم عضلات الجسم فهي تعمل مثنى أو في مجموعات سواء في ذلك عضلات الساقين أو عضلات الأصابع أو العضلات الست التي تحرك مقلة العين فلا توجد عضلة تعمل على انفراد. فمهما كان العمل الذي تؤديه العضلة فهناك عضلة أخرى تعمل عكس ذلك العمل.
بل وأكثر من ذلك، فإن أبسط حركة تستدعي نشاط مجموعات بأكملها من العضلات، وقد يكون بعضها بعيداً عن مكان الحركة، ومثال على ذلك عندما تشد الحبل تجد أن عضلات الساق والظهر وأصابع القدم تشد أزر عضلات الذراعين.
عندما تنقبض العضلة تقصر في الطول ولكنها تزداد سمكاً في الوسط وذلك يحدث في الألياف العضلية وبذلك تظهر في العضلة بأكملها. ولذلك تتضخم العضلة ذات الرأسين عند ثني الذراع.
وفي انقباض العضلة العادي، لا ينقبض إلا عدد معين من الألياف العضلية، ذلك لأننا لا نحتاج في الأحوال العادية إلا إلى قدر قليل محدود من المجهود. أما في المجهودات الشاقة، فإن عدد الألياف العضلية الذي ينقبض يزداد بالتدريج ونتيجة لذلك يزداد حجم العضلة وتزداد صلابتها عند الانقباض. من هذا نرى أن العضلات تنمو وتزداد قوة بالعمل أو بأداء التمرينات الرياضية.
ونحن لا نحتاج إلى عضلات كبيرة نامية فوق العادة، وفي الواقع تنمو بعض العضلات إلى درجة تعوق العضلات الأخرى عن العمل وتبطئ الحركة. يتم إمداد العضلة بالوقود تستعمله على هيئة سكر جلوكوز ودهون وتحرق العضلة هذه المواد محولة إياها إلى ماء وثاني أكسيد الكربون. وفي العضلة يتحد الوقود مع الأكسجين الذائب في الدم وتستخدم الطاقة الكيميائية لتكوين رابط كيميائي بين أحد جزيئات الفوسفات وبين مادة ثاني فوسفات الأدينوزين وتتكون أثناء هذه العملية مادة تسمى ثالث فوسفات الأدينوزين. وعندما تمارس العضلة عملا يتحول ثالث فوسفات الأدينوزين إلى ثاني فوسفات الأدينوزين ويتم إنتاج طاقة تستخدم في انقباض الألياف العضلية. وتستهلك العضلة التي تقوم بالجهد الشاق كميات كبيرة من الأدينوسين ثلاثي الفوسفات (ATP). وهي بذلك تحتاج إلى قدر كبير من الجلوكوز والدهون والأكسجين الذي يتحد معهم. لذلك فإن التمارين الرياضية المجهدة تحتاج إلى كميات كبيرة من الأكسجين.
ويتزايد الأكسجين في الدم بتزايد عملية التنفس.

## توتر العضلة
ويزداد توتر العضلة في الجو البارد وهذا يؤدي إلى ظهور نتوءات صغيرة في الجلد مما أدى إلى تسمية الجلد بجلد الأوزة. فجسم الإنسان مغطى كله بشعر خفيف جداً لدرجة أننا لا نشعر به. وتنمو هذه الشعيرات من بصيلات دقيقة تحت الجلد. ويتصل بجدار هذه البصيلات عضلات دقيقة جداً تنقبض عندما يتعرض الجلد للبرد أو الصقيع فيقف شعر الجلد. وهذه طريقة من طرق الجسم للاحتفاظ بالحرارة، وفي الوقت نفسه دفع البصيلات إلى الخارج تحت الجلد لدرجة أنك تستطيع رؤيتها على هيئة نتوءات صغيرة.
اضغط على الصورة للتكبير
تقسم العضلات إلى ثلاثة أنواع

### أولاً: العضلات الإرادية
وقد سميت هكذا لأنها تخضع في حركاتها لإرادة الإنسان، كما أنها تدعى العضلات المخططة لأنها تبدو تحت المجهر على شكل خطوط ليفية، ويطلق عليها بعض العلماء اسم العضلات الهيكلية نظراً لالتحامها بصفة أساسية على الهيكل العظمي للجسم.

### ثانياً: العضلات اللاإرادية
أي التي تتحرك بعيداً عن إرادة الإنسان، ويطلق عليها اسم العضلات الملساء لأنها لا تبدي أية خطوط ليفية تحت المجهر. وتوجد في الأعضاء التجويفية التي تتقلص آلياً مثل المعدة، الأمعاء، الاوعية الدموية، رحم المرأة، والجهاز البولي.

### ثالثاً: عضلة القلب
وهي ذات خصائص وسطية بين النوعين الأوليين، إذ هي لا إرادية ولكنها مخططة.
تكون العضلات وتطورها:
تنشأ عضلات الهيكل الجذعية من القسيمة العضلية المتوضعة على طول العمود الفقري. بينما تنشأ عضلات الأطراف من الطبقة الوسطى التي تنشأ منها العظام.
أما العضلات الملساء فتنشأ عن خلايا الوريقة الوسطى الأولية الناشئة يدورها عن القسيمة العضلية. وكذلك عضلة القلب فإنها تنشأ عن خلايا الوريقة الوسطى الأولية التي تدخل في تركيب الأنابيب التي ستشكل القلب.

## البنية والتنظيم

### أولاً: العضلات الهيكلية
يغطي العظام مئات العضلات اللحمية، تتألف كل عضلة من حزم خلوية تعرف الواحدة منها باسم «الليف العضلي» الذي يتكون من:-
- مادة حية وتسمى ساكروبلازما
- غشاء خلوي يحيط بالبروتوبلازم يدعى ساكروليما
يتصل هذا الغشاء من طرفيه الدائريين بنسيج ليفي يدعى «العضل الداخلي» وكل مجموعة الياف عضلية يحيط بها غشاء يدعى «حول العضل» يفصلها عن غيرها من المجموعات العضلية.
ويحيط بالعضلة غشاء آخر يدعى «فوق العضل»، يعمل هذا الغشاء على تقليل الاحتكاك العضلي أثناء الحركة.
إن مجموعة عضلات تتوضع مع بعضها البعض في حيز واحد وتنفصل عن مجموعة عضلات أخرى بواسطة حاجز عضلي وكل حاجز يلتصق بالعظم وباللفافة العميقة المحيطة بالعضلات.
الوحدة الحركية:
إذا كانت الوحدة البنائية للعضلة هي الليف العضلي، فإن الوحدة الوظيفية هي الوحدة الحركية التي تتكون من الخلية العصبية والألياف العصبية التي تغذيها هذه الخلية.
والخلية العصبية (العصبون) يكون جسمها في الجهاز العصبي المركزي ويخرج منه محور وسطي طويل يسير مع مئات المحاور العصبية التي تدخل إلى العضلة، وبعد دخولها العضلة يتفرع المحور إلى تفرعات نهائية قد تصل الألفين حتى يصبح لكل ليف عضلي ليف عصبي يغذيه.
وينتهي الليف العصبي بـ «الصفيحة الحركية» التي تشبه القطب الكهربائي وهي تقوم بنقل التأثيرات العصبية من الليف العصبي إلى ساكروبلازم الليف العضلي فيحدث الرجفان العضلي، وجميع الألياف العضلية تستجيب للتأثير العصبي كوحدة واحدة. وعندما ينقبض الليف العضلي فإنه ينقص من طوله بمعدل النصف أو الثلثين، وهذا يؤدي إلى حقيقة أن معدل الحركة يعتمد على طول الألياف العضلية، وأن القوة الناتجة تعتمد على عدد الوحدات الحركية التي استجابت للتأثير العصبي.

### ثانياً: العضلات الملساء
إن الألياف العضلية الملساء أقصر وأدق من الألياف المخططة، ولا تلتحم على العظم، وإنما توجد في جدارن الأعضاء التجويفية كالجهاز الهضمي والبولي والاوعية الدموية، وهي تتوضع في طبقتين:
- طبقة داخلية دائرية الشكل تعمل على تضييق التجويف
- طبقة خارجية طولية الشكل تعمل على تقصير التجويف وبالتالي اتساعه

### ثالثاً: عضلة القلب
وهي تختلف عن السابقتين بكون أليافها تسير معاً لتشكل شبكة من التفرعات المتتابعة، ولهذا يمكنها التقلص بصفة جماعية، كما تختلف عضلة القلب عن السابقتين بكون أليافها مخططة ولكنها غيرإرادية.
إن الانقباض في العضلات الملساء بطيء ومنتظم، بينما هو في العضلات المخططة سريع ومتقطع، أما عضلة القلب فتنبض بانتظام بمعدل 70 – 80 مرة في الدقيقة.

## ارتباط العضلات الهيكلية
إن جل العضلات الهيكلية ملتحمة بالعظام، إلا أن هذا الارتباط لا يتم بواسطة الألياف اللحمية نفسها، وإنما يتم بواسطة نهايات الساركوليما أو بواسطة خيوط متينة ليفية تتحد مع بعضها لتؤلف الوتر أو الصفاق (اللفافة).
وقد اصطلح على تسمية الارتباط القريب (الجذري) في الأطراف باسم «المنشأ» والارتباط البعيد (الطرفي) باسم «المغرز»، كما أن البعض يطلق على الارتباط القريب باسم «النهاية الثابتة» وعلى الارتباط البعيد اسم «النهية المتحركة».

## وظائف العضلات الهيكلية
تقوم العضلات الهيكلية بوظائف حركية ترتبط أساساً بالمفاصل، ويمكن تلخيص الحركات التي تؤديها كما يلي:
1. الثَّني (flexion).
2. البسط (extension).
3. التبعيد (abduction).
4. التقريب (adduction).
5. تدوير إنسي (medial rotation).
6. تدوير وحشي (lateral rotation).

(توضيح: إنسي = قريب من جسم الإنسان، وحشي= بعيد عن جسم الإنسان. وفي التشريح: إنسي = الأقرب للخط الناصف، وحشي = الأبعد عن الخط الناصف )

## تصنيف العضلات
أطلق على العضلات أسماء تتناسب وخصائصها المتنوعة، فمنها ما سمي حسب شكله ومنها ما سمي حسب حجمه أو موقعه أو وظيفته. وتقسم العضلات إلى مجموعتين رئيستين هما:

### عضلات الهيكل المحوري
وتشمل:
- عضلات العمود الفقري
- عضلات الرأس والرقبة
- عضلات الصدر
- عضلات البطن

### عضلات الأطراف
وتشمل:
- عضلات الطرف السفلي
- عضلات الطرف العلوي

## العضلات الغائبة
العضلات الغائبة (بالإنجليزية: absent muscles)‏ في الإنسان الطبيعي قد تكون هناك خمسة عضلات غير موجودة وهذا شيء طبيعي وهي
1. عضلة راحية طويلة في الطرف العلوي.
2. عضلة قطنية صغيرة في الأحشاء.
3. عضلة أخمصية في الطرف السفلي.
4. عضلة شظوية ثالثة في الطرف السفلي.

## وصلات خارجية
- العضلات في صفحة Kimball's Biology Pages. (بالإنجليزية)